# Cissus humbertii
Cissus humbertii är en vinväxtart som beskrevs av Robyns & Lawalree. Cissus humbertii ingår i släktet Cissus och familjen vinväxter. Inga underarter finns listade i Catalogue of Life.